# ساواکو یاسوموتو
ساواکو یاسوموتو (انگلیسی: Sawako Yasumoto؛ زادهٔ ۶ ژوئیهٔ ۱۹۹۰) بازیکن فوتبال اهل ژاپن است که در تیم‌های ملی فوتبال زیر ۲۰ سال زنان ژاپن و زنان ژاپن بازی کرده‌است.